# Trübung

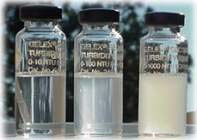
Proben mit 5, 50 und 500 NTU

Die Trübung, auch Turbidität (lat. turbidus ‚trübe‘), eines transparenten Festkörpers, einer Flüssigkeit oder eines Gases ist ein subjektiver optischer Eindruck. Sie wird hervorgerufen durch kleine Partikel, die einen vom Trägerstoff abweichenden Brechungsindex besitzen oder Absorption verursachen.

## Historisches

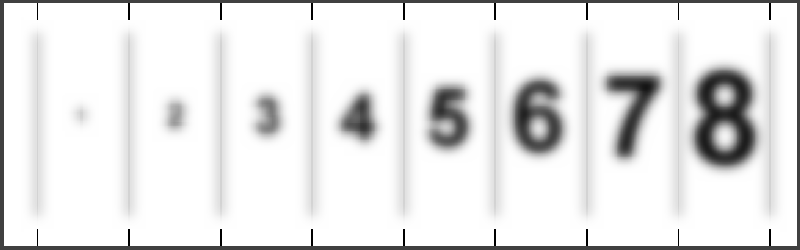
Eine Trübungssichttafel

Früher wurde die Trübung einer Flüssigkeit mit einem durchsichtigen Behälter gemessen, auf dessen Rückseite eine Sichttafel war (ähnlich dem Sehtest beim Augenarzt), die man durch die Flüssigkeit betrachtet hat. Die Zahl, die gerade noch lesbar war, entsprach der gemessenen Trübung. Dieses Verfahren war jedoch sehr ungenau und auch noch vom subjektiven Empfinden der Testperson abhängig.

## Messung in Flüssigkeiten

### Messverfahren
Heutzutage wird die Trübung einer Flüssigkeit zwar immer noch optisch ermittelt, jedoch mittels elektronischer Auswertung gemessen. Die Wellenlänge der Mess-Strahlung liegt üblicherweise im Infrarotbereich bei 860 nm (nach ISO 7027).
In der Regel unterscheidet man zwei Messverfahren:
- Die Schwächung der durchgehenden Lichtstrahlung (Durchlicht), am besten geeignet zur Detektion größerer Trübungen.
- Die Seitwärtsstreuung der Lichtstrahlung (Streulicht), am besten geeignet zur Detektion kleiner Trübungen.

### Einheiten
Um Trübungen vergleichbar messen zu können, wurde die Trübungsstandardflüssigkeit Formazin geschaffen. Alle Trübungseinheiten beziehen sich auf Verdünnungen dieser Flüssigkeit.
Die gebräuchlichsten Trübungseinheiten sind:
- FAU Formazine Attenuation Units – Durchlichtmessung (Winkel 0°) gemäß den Vorschriften der Norm ISO 7027
- FNU Formazine Nephelometric Units – Streulichtmessung (Winkel 90°) gemäß den Vorschriften der Norm ISO 7027
- FTU Formazine Turbidity Unit – in der Wasseraufbereitung verwendete Einheit
- NTU Nephelometric Turbidity Unit – Messung bei 90° gemäß den Vorschriften der USA, identisch mit FTU[1]
- TE/F Trübungseinheit/Formazin – deutsche Einheit, die in der Wasseraufbereitung verwendet wird
- EBC Trübungseinheit – Europäische/internationale Einheit, die im Brauwesen für Biere verwendet wird[2]

Nur für Formazin gilt: FAU=FNU=FTU=NTU=TE/F.

Alle anderen Flüssigkeiten liefern bei den unterschiedlichen Messwinkeln unterschiedliche Werte. Beispielsweise liefert Milch, deren Fetttropfen eine ähnliche Partikelgröße wie Formazin haben (zirka 1 µm), bei 0°-Durchlichtmessung und 90°-Streulichtmessung einen Unterschied von bis zu 50 %.

### Typische Werte
| Medium               | Trübungswert (NTU) |
| -------------------- | ------------------ |
| Trinkwasser          | 0,01–0,5           |
| Quellwasser          | 0,05–10            |
| Abwasser (ungeklärt) | 70–2.000           |
| Formazin             | 4.000              |

Trübungswerte unter 0,016 sind optisch nicht messbar, da bereits die reinen Wassermoleküle einen Einfluss auf die Lichtstrahlung haben.

## Trübung in Gasen
Siehe u. a. Untersuchung des Motormanagements und Abgasreinigungssystems.
Die Trübung von Abgasen wird oft angegeben als Trübungswert bzw. Extinktionskoeffizient bzw. Rauchdichte {\displaystyle K} in m−1 oder in HSU (Hartridge Smoke Units, ohne Einheit oder als Prozentwert).
Ermittelt wird die Extinktion {\displaystyle E} des Lichtes einer bestimmten Wellenlänge anhand des gemessenen  Transmissionsgrades {\displaystyle \tau } (Verhältnis von hindurchtretendem zu eingestrahltem Licht) über eine Messlänge:
{\displaystyle E={\text{ln}}\,{\frac {1}{T}}}
Die Extinktion ist für eine gegebene Wellenlänge proportional zur Rauchdichte und zur Messlänge {\displaystyle l}:
{\displaystyle E=K\cdot l}
{\displaystyle \Rightarrow K={\frac {E}{l}}={\frac {{\text{ln}}\,{\frac {1}{T}}}{l}}={\frac {{\text{ln}}\,O}{l}}}
Die Abgastrübung in Hartridge Smoke Units ist die Opazität {\displaystyle O} als Prozentwert, bezogen auf eine Messkammerlänge von 430 mm bei Atmosphärendruck und 100 °C:
{\displaystyle O={\frac {1}{T}}}
Gemessen wird mit grünem Licht (520 nm).